# Riviera TwinStar Square
La Riviera TwinStar Square ou CITIC Pacific Group Headquarters Towers est un ensemble de deux gratte-ciel jumeaux de bureaux haut de 216 mètres construit à Shanghai de 2008 à 2011 dans le quartier de Pudong.
L'ensemble a été conçu par le cabinet d'architecture américain Arquitectonica et par l'agence chinoise East China Architectural Design & Research Institute